# Олтреторенте (Болцано)
Олтреторенте је насеље у Италији у округу Болцано, региону Трентино-Јужни Тирол.
Према процени из 2011. у насељу је живело 311 становника. Насеље се налази на надморској висини од 1242 м.